# Чорний лебідь (роман Сабатіні)
«Чорний лебідь» — британський історично- пригодницький роман 1932 року англо-італійського письменника Рафаеля Сабатіні . Як і відомий роман цього автора «Капітан Блад», він присвячений піратству в Карибському басейні сімнадцятого століття.

## Сюжет
Прісцилла Гаррадайн повертається до Англії на кораблі "Кентавр" в супроводі досить нудного майора Сендса та його недоречних залицянь. До них в якості пасажира приєднується таємничий де Берні, про якого стає відомо, що в минулому він був помічником самого сера Генрі Моргана. 
У той момент, коли їхня дружба починає розквітати, з’являється темна постать із минулого де Берні, яка штовхає їх всіх у захоплюючу та небезпечну пригоду, доставляючи їх прямо в серце піратського життя.

## Переклад на українську
Перший і єдиний переклад зроблено українським дослідником піратства Віктором Губаревим та опубліковано запорізьким видавництвом "РВВ" в 2024 році.

## Екранізація
У 1942 році роман ліг в основу голлівудського фільму «Чорний лебідь» з Тайроном Пауером і Морін О'Хара в головних ролях.  